# NGC 2303
NGC 2303 je galaksija u zviježđu Kočijašu.

## Vanjske poveznice
- SEDS: NGC 2303